# Can’t Buy My Love
Can’t Buy My Love – drugi album japońskiej wokalistki Yui. Został wydany 4 kwietnia 2007 roku. Znalazł się on na pierwszym miejscu listy najlepszych albumów Oricon.

## Lista utworów
1. "How Crazy"
2. "Rolling Star"
3. "It's All Right"
4. "I Remember You"
5. "Ruido"
6. "CHE.R.RY"
7. "Thank You My Teens"
8. "Umbrella"
9. "Highway Chance"
10. "Happy Birthday to You You"
11. "Winding Road"
12. "Good-bye Days"
13. "Why?"